# Lutte biologique

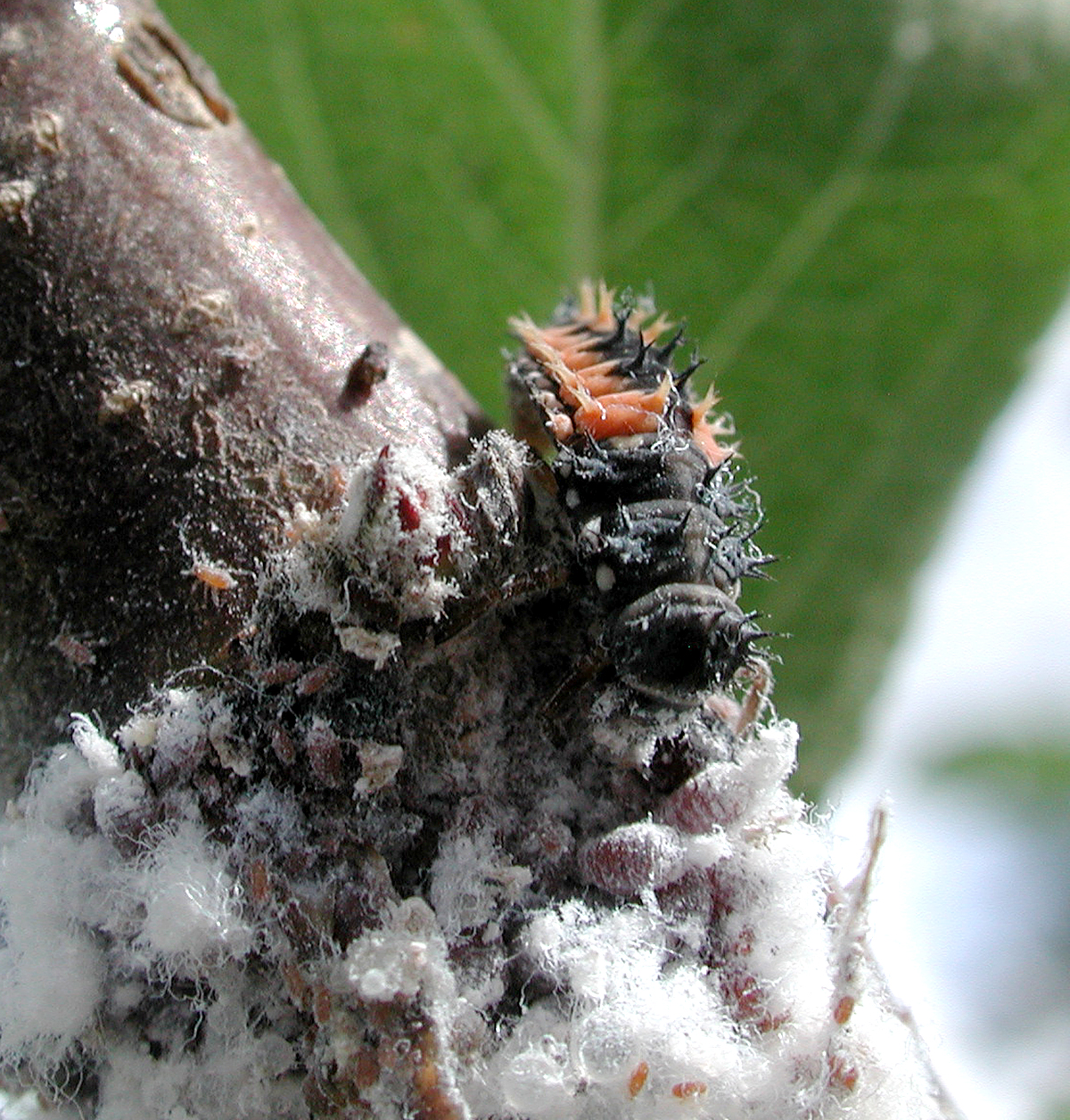
Larve de coccinelle se nourrissant de cochenilles.

La lutte biologique est une méthode de lutte contre les nuisibles tels que les ravageurs des cultures (insectes, acariens, nématodes, etc.), les maladies (fongiques, bactériennes, virales, etc.), ou les mauvaises herbes (plantes adventices) au moyen d'organismes vivants antagonistes, appelés agents de lutte biologique (qui appartiennent au groupe des auxiliaires des cultures). Elle se base sur l'utilisation de prédateurs (nématodes, arthropodes, vertébrés, mollusques), parasitoïdes, agents pathogènes (virus, bactéries, champignons, etc.), herbivores (ou phytophages), sans faire appel à des pesticides. Elle a pour but de maintenir les populations d'organismes bioagresseurs en dessous d'un seuil de nuisibilité.
On distingue trois stratégies de lutte biologique : la lutte classique (acclimatation d’agents auxiliaires introduits), augmentative (traitements répétitifs par des agents auxiliaires) et de conservation (promotion des agents auxiliaires existants).
L'intérêt pour la lutte biologique a augmenté avec la connaissance des effets néfastes des pesticides chimiques sur les écosystèmes et la santé humaine. Les lois environnementales visent à réduire l’utilisation des pesticides dans l'agriculture conventionnelle. Une augmentation de la demande pour les produits biologiques rend également la lutte biologique de plus en plus populaire. 

## Historique succinct de la lutte biologique
La lutte biologique par conservation et la lutte biologique classique sont très anciennes. 
- L'auteur antique Strabon cite par exemple des chats, élevés en Libye, dans la lutte contre les lapins d'Espagne.
- Au XVIIIe siècle, de nombreux savants s'intéressent au rôle des insectes entomoparasites ou prédateurs. Réaumur décrit ainsi le rôle des prédateurs de certaines chenilles et pucerons. En 1799, un auteur indique même le rôle néfaste des hyperparasites.
- Au XIXe siècle, l'entomologie agricole se met progressivement en place ; en particulier avec les maladies des vers à soie au début du XIXe siècle, qui poussent des scientifiques à tester les cryptogames pour détruire les ravageurs des récoltes. Ils seront plus tard utilisés en champs grâce aux travaux et applications de Léopold Le Moult, se calquant sur les travaux du russe Krassilstchik[1], sur le hanneton (Melolontha melolontha) à l'extrême fin du XIXe siècle).

- L’entomologiste français P. J. M. Macquart en 1851[2] écrivait que pour lutter contre les ennemis des arbres, la meilleure solution restait de faire aussi appel aux insectes parasites des insectes nuisibles « qui se développent dans leurs flancs, s'alimentent de leur substance et les font périr d'épuisement. Plusieurs grandes familles sont spécialement chargées de cette importante mission : telles sont surtout les Ichneumonides parmi les Hyménoptères et les Tachinaires parmi les Diptères. » Il ajoutait : « Plus les insectes nuisibles à la végétation se multiplient sous l'influence des causes atmosphériques, plus leurs parasites pullulent eux-mêmes par l'aliment qui leur est offert et ils finiraient par en détruire les générations s'ils ne mouraient à leur tour d'inanition. Ce résultat s'opère plus ou moins activement suivant que, pendant le même temps, les générations des parasites dépassent en nombre celles de leurs insectes nourriciers, ou que les individus qu'elles produisent sont également plus nombreux que ceux des générations qui les ont nourris. […] On a employé en Allemagne un moyen artificiel pour atteindre plus promptement ce but : c'est de transporter dans les forêts infestées de chenilles des paniers contenant des chrysalides, des chenille ou des œufs de papillons, piqués par des Ichneumons ; la génération parasite qui en provient ne tarde pas à se répandre et à remplir sa destination. Mais ce moyen est peu pratiqué, même en Allemagne, où peu de gardes forestiers acquièrent assez d'habitude pour distinguer les chenilles qui portent des parasites de celles qui en sont exemptes. »

- en 1862, C. C. Goureau publie une liste des ravageurs des cultures en indiquant pour chacun le superparasite ou le prédateur qui pourrait le limiter. Cette envie des naturalistes de faire connaître les possibilités offertes par la nature se traduit en 1867, par la création, sous l'égide de Boisduval (membre influent de la Société entomologique de France), d'une société de vulgarisation destinée à faire connaître les « insectes utiles ». D'autres initiatives, plus locales, apparaissent également. En Gironde par exemple, se crée un laboratoire mis en place par la Société Linnéenne de Bordeaux en 1895.

L'expression « lutte biologique » est apparue pour la première fois en anglais sous la forme biological control sous la plume de l'entomologiste américain Harry Scott Smith, dans un article publié en 1919 dans la revue scientifique Journal of Economic Entomology.
En dehors des insectes, les oiseaux et les amphibiens seront souvent considérés sous l'angle de leur utilité agricole jusqu'en 1945. L'importance économique des oiseaux comme agent de lutte biologique contre les insectes ravageurs de culture avait en effet été étudiée et démontrée au début du XXe siècle. Après la Seconde Guerre mondiale, le triomphe des méthodes de lutte chimique contre les ravageurs éclipse le rôle des agents auxiliaires dans la lutte biologique. Néanmoins, les partisans d'une lutte moins chimique et plus biologique existent encore ou déjà. Par exemple, le VIIIe congrès international d'entomologie (Stockholm, juillet 1948) a réuni des experts du domaine de la lutte biologique contre les ennemis des cultures, sous l'égide de l'UISB (Union internationale des sciences biologiques), pour débattre de l'intérêt de créer une « Commission internationale de lutte biologique » qui pourrait coordonner les études faites dans le monde sur ce thème, qui fut créée peu après[réf. nécessaire].
La première source de reconnaissance incontestable de la lutte biologique classique, menée à l'échelle mondiale, est l'acclimatation en Californie de la coccinelle Novius cardinalis, originaire d'Australie, pour détruire la cochenille Icerya purchasi, ravageur introduit accidentellement d'Australie. En France, P. Marchal réalise les premières relâches de coccinelles en 1912 dans les Alpes-Maritimes[réf. nécessaire]. D'autres acclimatations, plus ou moins couronnées de succès, se succéderont dans l'entre-deux-guerres, avec quelques échecs (par exemple, la pullulation de la coccinelle asiatique qui, sous sa forme introduite, était réputée aptère et incapable de passer l'hiver, mais qui s'est néanmoins développée et qui fait reculer les coccinelles autochtones). 
Les réglementations pour l'introduction d'auxiliaires sont devenues plus strictes. La tendance sera ensuite à d'abord essayer de trouver des méthodes de lutte biologique par conservation, qui présentent moins de risques pour les écosystèmes et les espèces autochtones.

## Principales formes de lutte biologique

### Lutte biologique par conservation
La lutte biologique par conservation des auxiliaires autochtones vise à faciliter leur multiplication spontanée par un aménagement judicieux de leur environnement. Elle s'est développée depuis les années 1990 grâce aux nombreuses mesures réglementaires qui favorisent la gestion des habitats naturels tels que des zones refuges, ou la restauration des milieux, habitats, corridors biologiques (ex: bandes enherbées et naturellement fleuries) et structures agro-paysagères accueillant pour les auxiliaires de l'agriculture que sont les ennemis naturels des espèces dites ravageuses ou pathogènes,. La lutte biologique par conservation s'est peu à peu appropriée les méthodes de la biologie moléculaire et de la modélisation des espaces et des interactions entre organismes vivants pour comprendre et gérer l'évolution des populations d'auxiliaires.
On peut favoriser des groupes entiers d'espèces ou une espèce particulière en veillant à la présence de sa plante-hôte ou nourricière. Par exemple, la guêpe parasitoïde Diadegma insulare, utilisée pour contrôler la teigne des crucifères (Plutella xylostella), a besoin de nectar ou de pollen de fleurs sauvages pour se nourrir au stade adulte, et peut donc bénéficier de bandes fleuries en bordure de champs.

### Lutte biologique classique

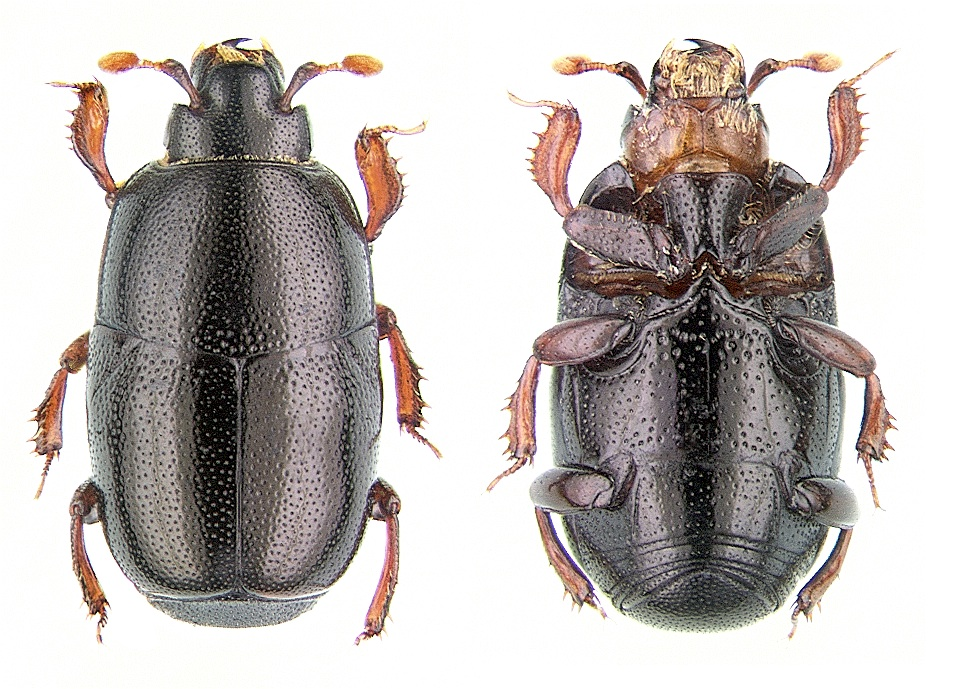
Vue d'ensemble, dorsale et ventrale, de Teretrius (Neotepetrius) nigrescens (Lewis, 1891)

La lutte biologique classique est basée sur l'importation d'entomophages ou d'agents pathogènes exotiques pour lutter contre un ravageur précédemment introduit d'une autre région du globe. Les introductions sont généralement commanditées par les autorités gouvernementales. 
Le processus d'importation consiste à déterminer l'origine de l'organisme nuisible introduit, puis à étudier et recueillir les ennemis naturels associés à l'organisme nuisible ou espèces apparentées susceptibles de s'acclimater et de contrôler le ravageur dans son nouvel environnement. Les ennemis naturels sélectionnés sont ensuite évalués, rigoureusement testés contre des effets néfastes sur les populations autochtones, puis mis en quarantaine afin de s'assurer qu'ils seront efficaces et qu'aucun organisme indésirable, tels que des hyperparasitoïdes, n'est importé par la même occasion. Si l'ennemi naturel réussi les tests et est déclaré approprié à l'importation, il est ensuite produit en masse, puis relâché. Des études de suivi sont effectuées pour déterminer si l'ennemi naturel s'est établi avec succès sur le site de la libération et évaluer le bénéfice à long terme de sa présence. 
En cas d'acclimatation réussie et d'efficacité suffisante, la lutte biologique «s’effectue toute seule », l'auxiliaire devenant un agent efficace et permanent (sur de nombreuses années au moins) de la répression du ravageur. Un exemple est donné par Teretrius nigrescens, une espèce de coléoptère histeridé originaire du Mexique, élevée et introduite en quantité en Afrique occidentale par l'Institut international d'agriculture tropicale pour lutter contre Prostephanus truncatus et Sitophilus zeamais.
Un autre exemple est l'introduction du parasitoïde Gonatocerus ashmeadi en Polynésie française pour lutter contre la cicadelle pisseuse (Homalodisca vitripennis). Il s'est établi avec succès et a contrôlé 95 % des populations de cicadelles pisseuses sans impact collatéral sur la faune locale.
Les propriétés recherchées d'une lutte biologique classique sont :
- Une grande autonomie et une importante mobilité des agents auxiliaires se traduisant par de bonnes capacités de dispersion, de découverte du ravageur et de survie dans le milieu;
- Une bonne capacité d'autopropagation, avec un effet durable, voire permanent et modérément amplifié lorsque l'hôte est disponible;
- Une sécurité pour la santé humaine et le respect de l'environnement;
- Une spécificité élevée permettant le ciblage précis d'un ravageur donné.

### Lutte biologique par inondation
La lutte biologique par inondation vise à augmenter artificiellement les populations de parasites par des apports extérieurs. L'organisme antagoniste doit être lâché ou inoculé en grand nombre à chaque fois que l'effectif du ravageur croît dangereusement. Il est nécessaire de maîtriser les techniques de multiplication de l'entomophage (en insectarium) ou du germe pathogène (en fermenteurs pour les bactéries, sur le vivant pour les virus), de conditionnement de stockage et d'épandage, tout en maintenant constante la qualité du produit. De tels auxiliaires, destinés à des applications répétées dans une pratique agricole courante, font l'objet de multiples contrôles pour s'assurer de leur innocuité pour les êtres vivants non cibles. Leur gamme d'hôtes, en principe très limitée, est examinée tout autant que leurs éventuelles propriétés toxiques ou allergènes. Par sélection et par des opérations de génie génétique, on cherche à améliorer ces auxiliaires en leur conférant, par exemple, des propriétés de résistance aux climats extrêmes, aux insecticides ou aux fongicides. L'utilisation de cette méthodes est encore limitée à cause des difficultés techniques qu'elle rencontre, pour identifier les auxiliaires utiles, qui soient spécifiques des objectifs de lutte et sans effets néfastes sur les populations locales, et ensuite assurer leur production en masse pour permettre une mise en œuvre à grande échelle. 
Un exemple est l'utilisation des trichogrammes, parasitoïdes oophages, pour lutter contre les lépidoptères ravageurs, en particulier contre la pyrale du maïs (Ostrinia nubilalis). Les trichogrammes sont tout d'abord produits massivement à l'échelle industrielle, puis utilisés sous forme de lâchés inondatifs saisonniers (300 000 à 600 000 insectes par hectare) pour lutter contre un grand nombre d'insectes ravageurs de cultures. Les différentes espèces de trichogrammes sont utilisées contre différents ravageurs : 
- Trichogramma brassicae, utilisé contre la pyrale du maïs (Ostrinia nubilalis), est lâché tous les ans sur presque 50 000 hectares de maïs en Europe à raison de 300 000 trichogrammes par hectare. 
- T. cacœciae, utilisé contre les tordeuses de la vigne (Lobesia botrana et Eupœcilia ambiguella), est lâché à raison de 600 000 trichogrammes par hectare. 
- T. evanescens et T. vœgelei, utilisés contre les noctuelles de la tomate (Heliothis armigera et Chrysodeixis chalcites).
La lutte biologique à l'aide de trichogrammes est depuis plusieurs décennies utilisée à grande échelle (plus de 32 millions d'hectares) dans le monde entier contre de nombreux ravageurs de grandes cultures (céréales, coton, soja, etc.), de cultures maraîchères, fruitières ou forestières. En France, les travaux sur les trichogrammes qui ont abouti aux réalisations actuelles ont débuté à partir de 1972 à l'INRA d'Antibes, et sont encore en cours de développement actuellement.
La lutte biologique par inondation est largement utilisée pour la protection des cultures sous serre.

#### Problèmes rencontrés
- Le coût élevé de leur production en masse qui nécessite un mode d'alimentation particulier.
- La difficulté de leur transport sur les lieux d'intervention ainsi que leur stockage.
- La longueur relative de leur délai d'action.
- L'incertitude quant au niveau de contrôle atteint, lié à leur environnement.
- Leur spécificité élevée, qui limite la gamme de ravageurs visés et leur possibilité d'autopropagation quand leur hôte est faiblement présent.

## Autres formes de lutte biologique
Une forme particulière de lutte biologique est la technique de l'insecte stérile, dite « autocide ». Elle se base sur l'élevage et la dispersion de mâles stériles (éventuellement génétiquement modifiés) ou porteur d'une bactérie pathogène. Une fois relâchés en grand nombre, ces derniers concurrencent les mâles sauvages en limitant très fortement la descendance des femelles. Cette méthode est bien adaptée à la culture sous serre, mais son application à l'extérieur comprend des défis. Par exemple, dans la ville australienne de Townsville, 7 000 familles et des écoles ont participé au programme World Mosquito, visant à élever et libérer des moustiques infectés par Wolbachia, une bactérie qui réduit leur capacité à transmettre la dengue, l'infection à virus Zika et le chikungunya.
Une méthode proche utilise des phéromones sexuelles pour attirer les mâles dans des pièges ou tout simplement les désorienter et ainsi éviter la reproduction d'insectes ravageurs ou vecteurs de maladies.

## Organismes utilisés en lutte biologique
Les auxiliaires qu'on cherche à utiliser sont le plus souvent des insectes entomophages ou des acariens entomophages ou parasites. Un prédateur bien connu est la coccinelle, qui se nourrit de pucerons. Contre la pyrale du maïs, Ostrinia nubilalis, on utilise couramment une espèce de trichogramme qui est un micro-hyménoptère Trichogrammatidae (0,5 mm) dont les larves se développent au détriment des œufs de pyrale. 
D'autres auxiliaires peuvent aussi être des bactéries ou des virus qui provoquent certaines maladies chez les insectes nuisibles. On parle de muscardines dans le cas de champignons.
Dans certains cas, des poissons peuvent également être utilisés. Ainsi, pour lutter contre la prolifération des anophèles, moustiques vecteurs du paludisme, l'Institut Pasteur d'Algérie introduisit avec succès dans ce pays en 1926 un petit poisson du Texas, la gambouse (Gambusia), qui se nourrit des larves de moustiques peuplant les eaux stagnantes.

### Prédateurs

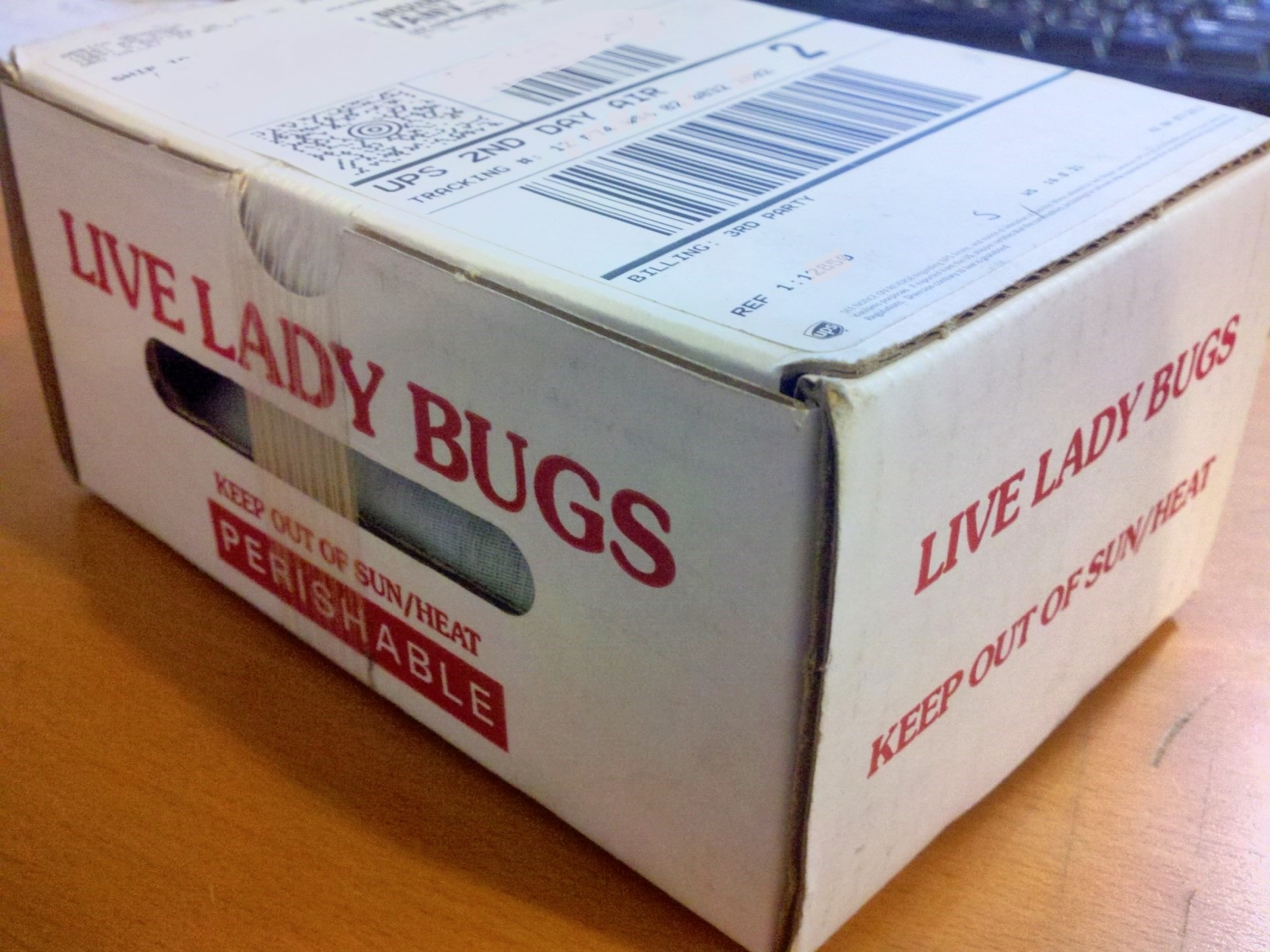
Paquet de coccinelles Hippodamia convergens en vente en Amérique du Nord pour la lutte biologique.

Les prédateurs sont principalement des espèces autonomes qui consomment directement un grand nombre de proies pendant toute leur durée de vie. 
Les coccinelles, et en particulier leurs larves qui sont actives au printemps/été dans l'hémisphère nord, sont des prédateurs voraces de pucerons et peuvent également consommer d'autres insectes de petites tailles, tels que les acariens et les petites larves de lépidoptères. 
Les larves de nombreuses espèces de syrphes se nourrissent également principalement de pucerons (une larve peut en dévorer jusqu'à cinquante par jour, ou 1000 dans sa durée de vie). Elles mangent aussi d'autres insectes de petites tailles, tels que les Tetranychidae. Les adultes se nourrissent de nectar et de pollen, dont ils ont besoin pour la production d'œufs. 
D'autres prédateurs utiles dans la lutte aux ravageurs de jardin comprennent les chrysopes, les Anthocoridae, les Staphylinidae et autres Coléoptères, moucherons prédateurs de pucerons, araignées, etc., ainsi que des prédateurs plus larges, tels que les grenouilles, les crapauds, les chauves-souris (les microchiroptères insectivores) et les oiseaux.

### Hyménoptères
À l'exception de quelques groupes supérieurs prédateurs (Formicidae, Sphecidae, Vespidae), les hyménoptères utilisés en lutte biologique sont avant tout des parasitoïdes utilisés contre des phytophages.
Parmi les insectes parasitoïdes, les hyménoptères sont, de loin, les plus utilisés en lutte biologique contre des ravageurs avec 88 % des essais de lutte contre 12 % pour les diptères, essentiellement des Tachinidae.
La plupart des tentatives de lutte biologique par Hyménoptères ont été faites avec des insectes appartenant aux deux super-familles suivantes : les Chalcidoidea (58 %) et les Ichneumonoidea (31 %).

### Micro-organismes
Les micro-organismes pathogènes comprennent les bactéries, les champignons et les virus. Ils tuent ou affaiblissent leur hôte et sont relativement spécifiques à l'hôte. Diverses maladies microbiennes des insectes sont naturelles, mais peuvent également être utilisées en tant que pesticides biologiques.

#### Bactéries
Les bactéries utilisées pour la lutte biologique infectent les insectes par leur tube digestif, ce qui rend difficile leur utilisation pour le contrôle des insectes "suceurs" comme les pucerons et les cochenilles. Bacillus thuringiensis est l'espèce bactérienne la plus largement utilisée pour la lutte biologique, avec au moins quatre sous-espèces utilisées pour contrôler les insectes nuisibles tels que les lépidoptères, les coléoptères, et les diptères. La bactérie est disponible en sachets de spores séchées qui sont mélangées avec de l'eau et pulvérisés sur les plantes vulnérables, tels que les Brassica et les arbres fruitiers. Bacillus thuringiensis est également intégrée dans certaines cultures génétiquement modifiées, dans le but de les rendre résistantes aux ravageurs ciblés.

#### Champignons

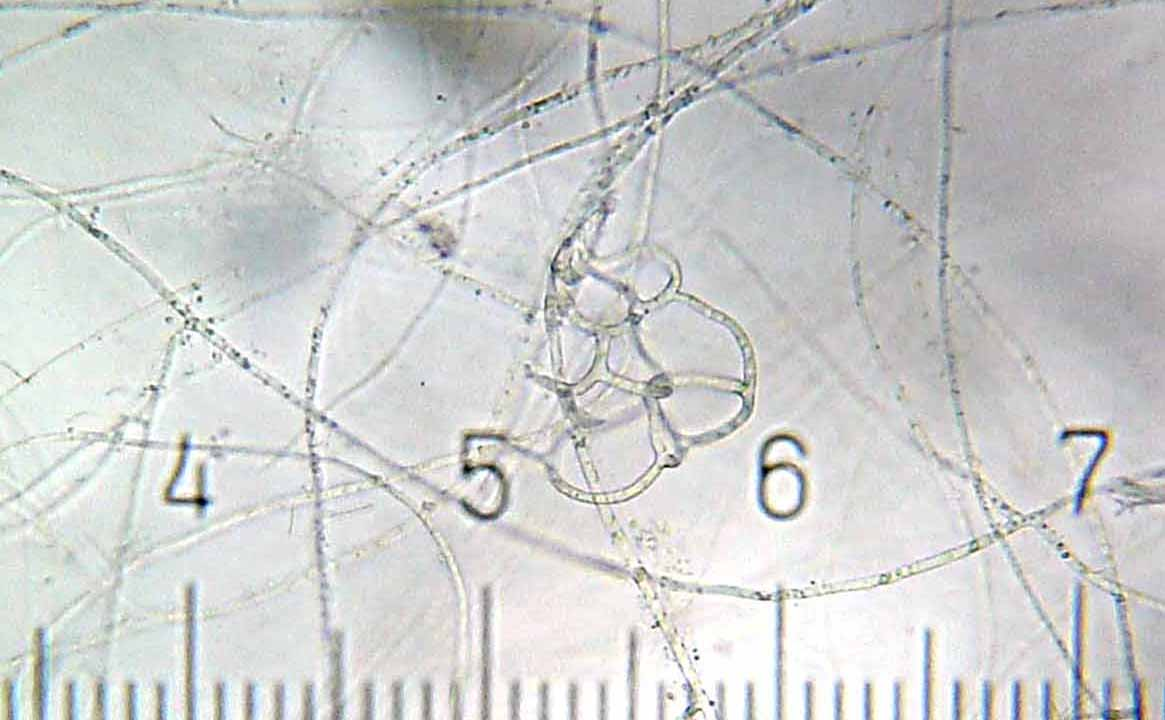
Champignon carnivore nématophage

Les champignons utilisés pour lutter contre les insectes sont connus comme les champignons entomopathogènes. Par exemple, au moins quatorze espèces connues attaquent les pucerons. Beauveria bassiana est utilisé pour gérer une grande variété d'insectes nuisibles, notamment les aleurodes, les thrips, les pucerons et les charançons. Plusieurs espèces ou souches d'Arthrobotrys ont été utilisées en lutte biologique contre les nématodes. On les désigne comme des champignons carnivores.

#### Virus
Les virus d'insectes sont des organismes pathogènes obligatoires qui se reproduisent uniquement dans un insecte hôte. Ils peuvent fournir un moyen de lutte efficace et durable d'une espèce d'insectes nuisibles. Certains virus sont disponibles dans le commerce, mais beaucoup d'autres sont naturellement présent dans les systèmes agricoles et forestiers, et peuvent déclencher des épidémies de leur insecte hôte sans intervention humaine.
Les baculovirus sont spécifiques à certaines espèces d'insectes hôtes et se sont révélés être utiles dans la lutte biologique. Par exemple, le virus spécifique à la spongieuse (Lymantria dispar) (Lymantria dispar multicapsid nuclear polyhedrosis virus (en), LdMNPV) peut agir comme régulateur naturel des populations de ce ravageur des forêts de feuillus et a été utilisé pour traiter de grandes zones forestières sévèrement attaquées en Amérique du Nord. Les larves sont tuées par le virus ingéré, et laissent des particules virales sur le feuillage qui infectera d'autres larves.

## Préoccupation environnementales
Les auxiliaires contribuant à la lutte biologique par conservation dans les systèmes agricoles, le plus souvent autochtones, sont menacés par l'intensification des pratiques agricoles. En Europe, ils sont régulièrement ciblés par des mesures agri-environmentales visant à favoriser leur population et le service de lutte biologique. 
À l'inverse, l'introduction et l'utilisation d'auxiliaires dans le cadre de lutte biologique par inondation ou classique sont soumises à des tests stricts par les agences gouvernementales sur les conséquences environnementales. Les organismes de lutte biologique ne sont pas toujours sans danger pour la faune, plusieurs espèces de nématodes utilisées pour la lutte biologique peuvent, en laboratoire, provoquer des mortalités massives chez les bourdons. 